# الحرب الموريتانية السنغالية الحدودية
الحرب الموريتانية السنغالية الحدودية وهي نزاع دولي في غرب أفريقيا بين دولتي موريتانيا والسنغال في سنة 1989-1991 على طول حدودهما المشتركة. كان على حدود نهر السنغال وكانت نتيجة الحرب هي إتفاق دبلوماسي لتقسيم النهر بين الدولتين أسفرت هذه المعركة عن مقتل المئات من الأشخاص من كلا الطرفين